# Aldana (España)
Aldana es una entidad de población española del municipio de Amorebieta-Echano, perteneciente a la provincia de Vizcaya, en la comunidad autónoma del País Vasco. En 2022, tenía empadronados 108 habitantes.